# Église Saint-Nicolas de La Chaize-le-Vicomte
L'église Saint-Nicolas est une église catholique située à La Chaize-le-Vicomte, en France.

## Localisation
L'église est située dans le département de la Vendée, sur la commune de La Chaize-le-Vicomte.

## Historique
Le vicomte de Thouars et sire de la Chaize, Aimery IV, fait bâtir un château fort au bord du Marillet. Dans l'enceinte de cette fortification, il fait élever une église Saint Jean Baptiste dont le chantier débute en 1068.
Quant à l'église Saint-Nicolas, elle est bâtie entre 1080 et 1099 à l'instigation d'Aimery IV de Thouars, qui fit élever un prieuré près de son château fort. Il avait en effet gagné énormément d'argent, remercié comme d'autres grands seigneurs par Guillaume le Conquérant, après la bataille de Hastings en 1066, ce qui le fit décider de construire une église monumentale et unique pour ses dimensions. Un prieuré sera ajouté au sud de l'église en 1087,et il accueillera une dizaine de moines bénédictins pendant cinq siècles. De style roman, et de plan basilical, l'église sera consacrée les 6 et 7 décembre 1099, le jour de la Saint-Nicolas. Aimery IV ne verra pas l'œuvre achevée, car il meurt en 1093. C'est son fils Herbert II de Thouars qui sera présent à la cérémonie, présidée par l’évêque Pierre II de Poitiers, laquelle cérémonie verra présents, outre le vicomte, son suzerain le duc Guillaume IX d'Aquitaine (aussi nommé Guillaume VII de Poitiers)  "le troubadour", et aussi certains vassaux d'Herbert, comme Barbotin d'Aspremont, Urvoy de Commequiers, Pierre de la Garnache, Maurice Ier de Montaigu, Geoffroy de Tiffauges (aussi frère du vicomte), le sire des Essarts...
Par ailleurs, c'est dans l'église Saint-Nicolas que le duc Guillaume IX annonça partir pour la première croisade, menée par Godefroy de Bouillon.
À partir de 1099 et jusqu'en 1123, l'église et son prieuré connaîtront une période de prospérité. En 1120, c'est l'apogée du prieuré, avec une visite du pape Calixte II. En 1123, elle commence à être délaissée, après la mort de Geoffroy III de Thouars. Son successeur, Aimery V de Thouars, va abandonner le prieuré Saint-Nicolas, qui va se détériorer lentement.
Au XVe siècle ou XVIe siècle, le clocher, les deux bras de transept avec leurs absidioles, le chœur et l'abside s'écroulent sur le devers oriental.
En 1568, en pleine guerre de Religion, l'église et le prieuré sont pillés par les huguenots.
En 1758, le clocher actuel est construit sur la travée du bas-côté nord, près de la façade occidentale. 
Au XIXe siècle, la sacristie actuelle est élevée en 1806, puis la façade occidentale est ouverte par un grand portail refait en 1856. L'église est restaurée en 1890, lorsque les trois grandes arcades communiquant avec les parties effondrées sont murées, après avoir été laissées béantes pendant 300 ans.
L'édifice est classé au titre des monuments historiques en 1908.

## Architecture
L'église Saint-Nicolas de La Chaize-le-Vicomte est une église exceptionnellement vaste même pour l'époque, qui plus est avec une nef basilicale, c'est-à-dire comportant un vaisseau central bordé de deux collatéraux, avec une claire-voie au sommet du vaisseau central. 
De plan en croix latine et de style roman, elle était constituée à l'origine d'une nef basilicale longue de cinq travées, un transept avec une absidiole sur chaque bras, une croisée de transept surmontée d'un clocher-tour, un chœur muni d'une abside. Elle a été bâtie en utilisant le granit local, majoritairement gris et elle mesurait environ 60 mètres de longueur et 18 mètres de hauteur. Elle faisait partie d'un prieuré bénédictin aujourd'hui disparu.
Cet édifice roman présente la particularité d'avoir organisé l'accès du chœur depuis les bas-côtés par deux petits couloirs incurvés et voûtés, encore conservés aujourd'hui aux angles orientaux du chevet. Ils jouaient en quelque sorte le rôle d'un déambulatoire. Les vestiges des absidioles et d'une travée du chœur permettent d'en connaître l'élévation, monumentalisée par de grandes baies hautes. Le couvrement d'origine est incertain. Il est peu probable que la croisée du transept ait reçu une coupole, mais une tour-lanterne d'influence angevine n'est pas à exclure. L'épaisseur des murs de la nef suggère aussi la présence d'une voûte maçonnée, à l'inverse des bas-côtés, probablement charpentés. Une modification en cours de construction est probable. L'élaboration de l'élévation est un bel exemple du souci esthétique de géométrie des formes. La sculpture des chapiteaux peut-être rapprochée de Saint-Jean de Montierneuf, construit quelques années plus tôt.
Le plan en croix latine est actuellement amputé des bras de transept et du chœur, ainsi que les absidioles et abside, qui ont dû s'effondrer entre 1556 et 1701, très certainement une conséquence de l'incendie de l'église par les Protestants.
Des fortifications sont élevées pendant la guerre de Cent Ans, qui comprend la tourelle à mâchicoulis Nord et un rempart sur les fronts Est et Sud.